# René Ligonnet

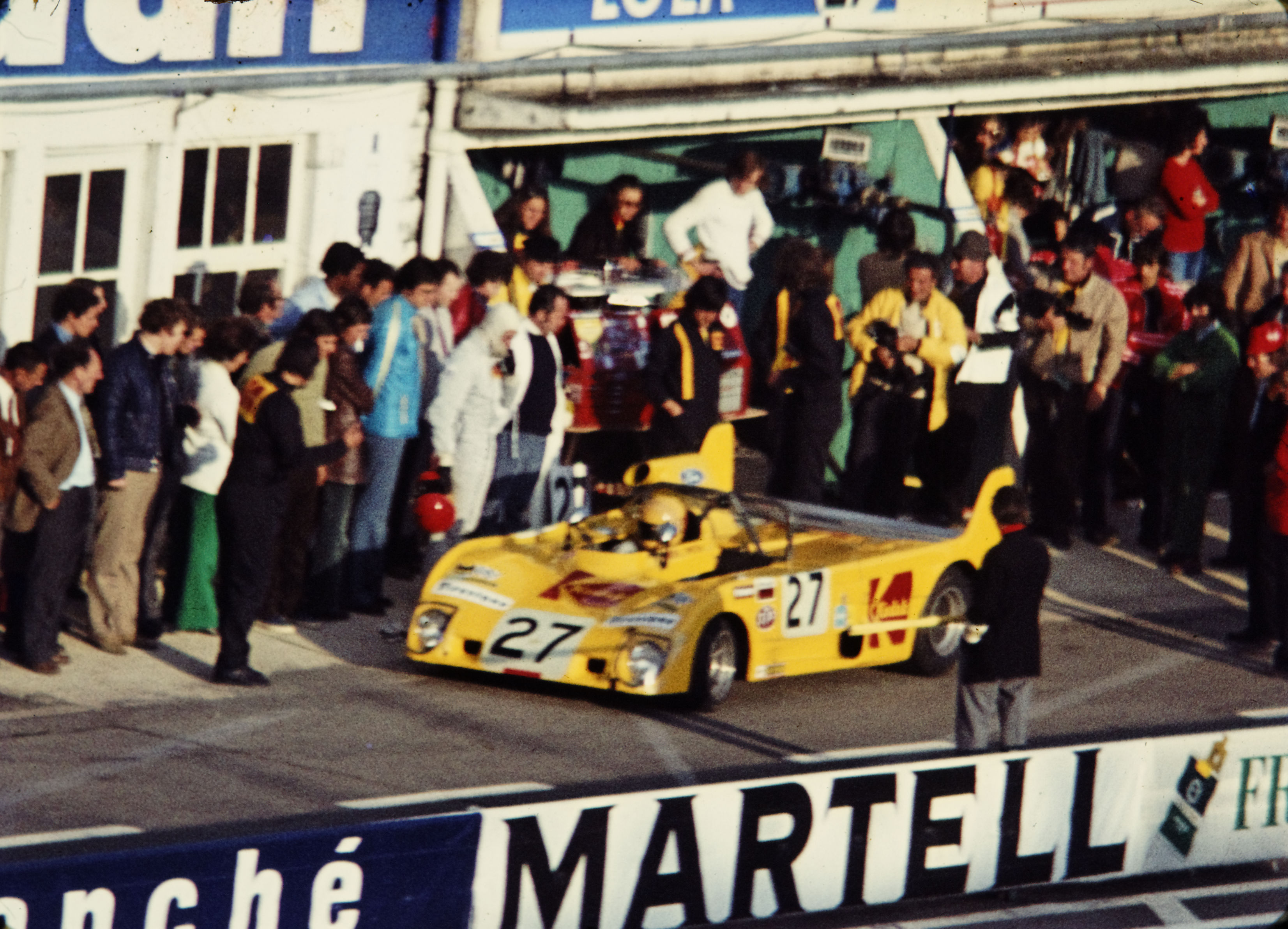
Der Lola T290 von Barrie Smith und René Ligonnet beim 24-Stunden-Rennen von Le Mans 1972

René Ligonnet (* 16. Dezember 1936 in Paris) ist ein ehemaliger französischer Autorennfahrer und der Vater von Michel Ligonnet.

## Karriere als Rennfahrer
René Ligonnet war vier Jahrzehnte als Fahrer aktiv. Sein erstes Rennen bestritt er 1962, sein letztes 2000. Dazwischen lagen 21 Jahre der Absenz, als er zwischen 1973 und 1994 keine Rennen fuhr. In den 1960er-Jahren ging er sporadisch bei Formel-3-Rennen an den Start, unter anderem auf einem Brabham BT21 beim Solituderennen 1968.
Dreimal startete er beim 24-Stunden-Rennen von Le Mans. 1972 gelang ihm gemeinsam mit Barrie Smith ein Klassensieg auf einem Lola T290. 1998 kehrte er noch einmal auf die Rennstrecken zurück und fuhr GT-Rennen. Seinen letzten Einsatz hatte er beim 6-Stunden-Rennen von Vallelunga 2000, das er als Gesamtsiebzehnter beendete.

## Statistik

### Le-Mans-Ergebnisse
| Jahr | Team                  | Fahrzeug                | Teamkollege  | Platzierung             | Ausfallgrund         |
| ---- | --------------------- | ----------------------- | ------------ | ----------------------- | -------------------- |
| 1968 | André Moynet          | Moynet XS               | Max Jean     | Ausfall                 | Ölpumpe              |
| 1972 | René Ligonnet - Kodak | Lola T290               | Barrie Smith | Rang 14 und Klassensieg |                      |
| 1973 | Jean Sage             | Porsche 911 Carrera RSR | Hervé Bayard | Ausfall                 | Zylinderkopfdichtung |

### Einzelergebnisse in der Sportwagen-Weltmeisterschaft
| Saison | Team          | Rennwagen               | 1   | 2   | 3   | 4   | 5   | 6   | 7   | 8   | 9   | 10  | 11  |
| ------ | ------------- | ----------------------- | --- | --- | --- | --- | --- | --- | --- | --- | --- | --- | --- |
| 1968   | André Moynet  | Moynet XS               | DAY | SEB | BRH | MON | TAR | NÜR | SPA | WAT | ZEL | LEM |     |
| 1968   | André Moynet  | Moynet XS               |     |     |     |     |     |     | DNF |     |     |     |     |
| 1972   | René Ligonnet | Lola T290               | BUA | DAY | SEB | BRH | MON | SPA | TAR | NÜR | LEM | ZEL | WAT |
| 1972   | René Ligonnet | Lola T290               |     |     |     |     |     | 14  |     |     |     |     |     |
| 1973   | Jean Sage     | Porsche 911 Carrera RSR | DAY | VAL | DIJ | MON | SPA | TAR | NÜR | LEM | ZEL | WAT |     |
| 1973   | Jean Sage     | Porsche 911 Carrera RSR |     |     |     |     | DNF |     |     |     |     |     |     |